# گاز خنده (فیلم ۱۹۱۴)
گاز خنده (به انگلیسی: Laughing Gas) یا (Laffing Gas) فیلمی کوتاه و صامت، به نویسندگی و کارگردانی و بازی چارلی چاپلین و تولید سال ۱۹۱۴ می‌باشد.

## داستان
چارلی نظافتچی مطب است و در آنجا خرابکاری‌هایی را به وجود می‌آورد. همچنین به خاطر سوء تفاهمی با مردی درگیر می‌شود.

## بازیگران
- چارلی چاپلین - دستیار دندانپزشک
- فریتز چیدا - دندانپزشک
- آلیس هاول - همسر دندانپزشک
- جوزف ساترلند - دستیار
- اسلیم سامرویل - بیمار
- جوزف سوئیکارد - بیمار
- مک سوین - بیمار
- ژن مارش - بیمار
- فرد فیشبک